# Hamburg Süd

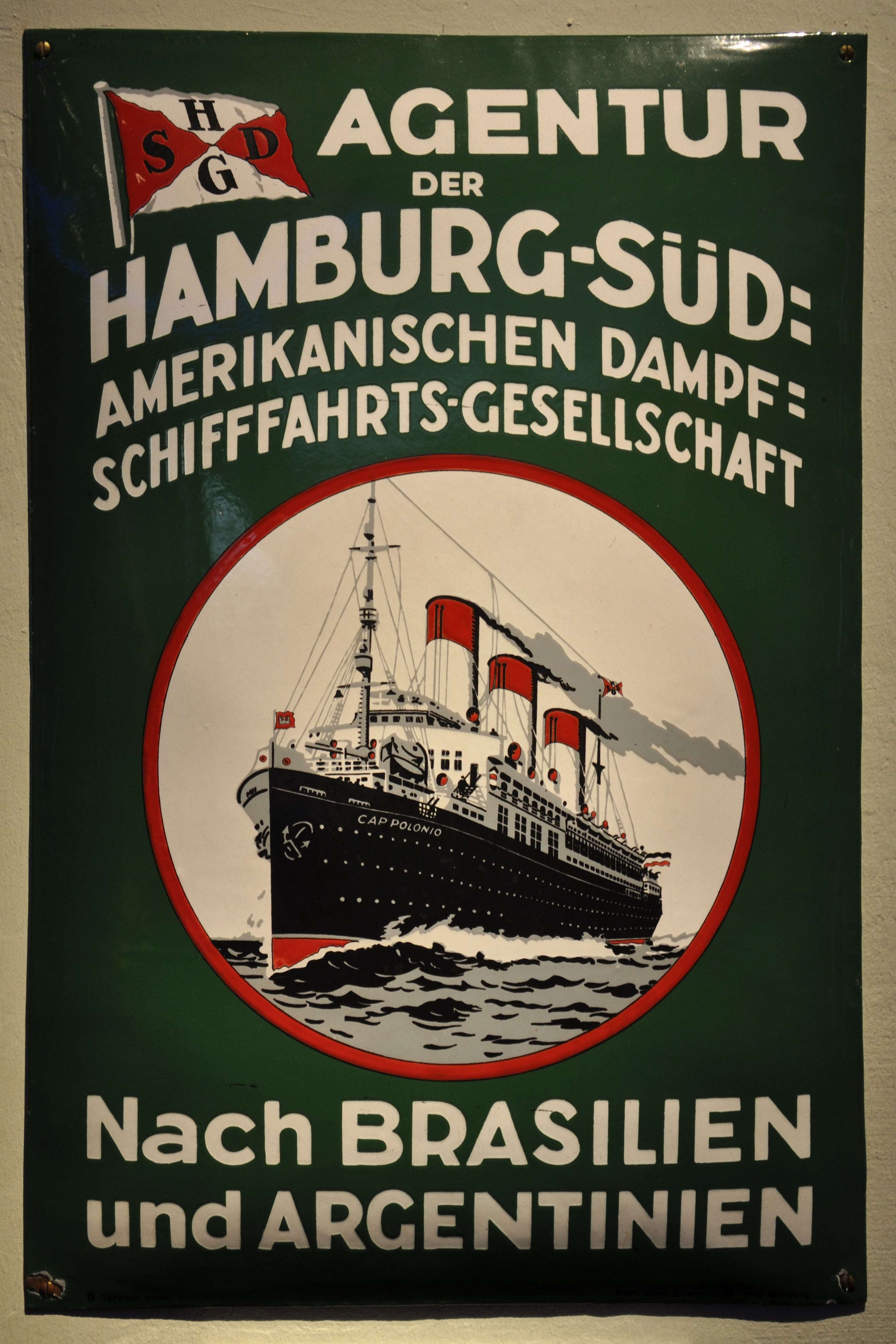
Reclamebord van de rederij

Hamburg Süd is een Duitse rederij en sinds 30 november 2017 in handen van de Deense rederij Maersk Line.

## Activiteiten
Hamburg Süd is een Duitse rederij met het hoofdkantoor in Hamburg. De aandelen zijn in handen van de Deense rederij Maersk. Zij deed in december 2016 een bod op het familiebelang van het Duitse familiebedrijf Dr. August Oetker KG. De transactie werd in november 2017 afgerond.
De rederij heeft diverse activiteiten waarvan de container logistiek het meest belangrijk is. De containerrederij werkt onder drie merknamen: Hamburg Süd als een Duitse vervoerder, de Chileense rederij CCNI en Aliança, een Braziliaanse rederij. Verder is de groep actief op het gebied van de bulk- en tankvaart onder de namen Rudolf A. Oetker (RAO) en Aliança Bulk (Aliabulk).
In 2015 beschikte de groep over een vloot van 170 schepen, waarvan 130 containerschepen. Hiervan waren er 48 in eigendom en de rest werd ingehuurd. De containervloot heeft een capaciteit van 625.000 standaard containers van 20-voet (TEU), en vervoerde in datzelfde jaar iets meer dan 4 miljoen TEU. Ongeveer 90% van de totale omzet wordt behaald met de lijndiensten en de resterende 10% met overige diensten waaronder de wilde vaart. 

## Geschiedenis
Op 4 november 1871 werd de Hamburg Südamerikanische Dampfschifffahrts-Gesellschaft opgericht door 11 handelshuizen gevestigd in Hamburg. Bij de start werden drie kleine schepen overgenomen van Hamburg Brasilia. Aangevuld met gehuurde schepen werd een dienst onderhouden tussen Duitsland en Brazilië. In 1900 volgde de eerste passagiersschepen en in 1901 telde de vloot 31 schepen. 
Vlak voor het uitbreken van de Eerste Wereldoorlog had Hamburg Süd 57 schepen, maar gedurende de oorlog kwam bijna de gehele vloot in handen van de geallieerden. Na de oorlog stond Hamburg Süd met lege handen. In 1920 werden de activiteiten weer opgestart met gecharterde schepen en snel daarna volgde de uitbreiding door schepen te kopen en nieuwe schepen te bestellen. In 1936 nam Dr. August Oetker KG een aandelenbelang in de rederij. In 1939 was de vloot weer 52 schepen groot. De Tweede Wereldoorlog was voor de rederij een herhaling van de Eerste Wereldoorlog. Bijna de gehele vloot ging verloren.
Het duurde zes jaar, tot 1951, alvorens de diensten op Zuid-Amerika werden hervat. In 1955 kwamen alle aandelen in handen van Dr. August Oetker KG. In 1971 kwamen de eerste containerschepen in de vaart. Zij onderhielden diensten tussen de oostkust van de Verenigde Staten en Australië en Nieuw-Zeeland. Per 1 december 2007 werden de activiteiten van Costa Container Lines overgenomen.
In december 2012 raakten Hapag-Lloyd en Hamburg Süd - opnieuw - in gesprek over een eventuele fusie. In 2010 spraken beide rederijen hier ook al over, maar zonder resultaat. Dr. August Oetker KG nam geen genoegen met een minderheidsaandeel in een combinatie. Hamburg Süd stond op de wereldwijde ranglijst van containerrederijen op een twaalfde plaats met een vloot van 102 schepen en een capaciteit van 417.000 TEU. De combinatie zou op een vierde plaats komen te staan na Maersk, MSC en CMA CGM. Hapag-Lloyd is vooral op oostwest-routes aanwezig, terwijl Hamburg Süd op het noordzuid-verkeer is gespecialiseerd. Ook deze keer liepen de gesprekken op niets uit.
In 2015 nam Hamburg Süd de containeractiviteiten over van Compania Chilena De Navigacion Interocea (CCNI) voor een onbekend bedrag. Ongeveer 750 werknemers gaan mee in de koop naar Hamburg Süd. Verder neemt Hamburg Süd de chartercontracten over voor 15 containerschepen met een capaciteit tussen de 1000 en 9000 TEU per schip en 60.000 containers. CCNI is vooral actief aan de Zuid-Amerikaanse westkust.
Op 1 december 2016 werd bekend dat Dr. August Oetker KG de aandelen zal verkopen aan Maersk Line. De transactie werd op 30 november 2017 afgerond. Door de overname stijgt het marktaandeel van Maersk Line tot ruim 18% en de vlootcapaciteit tot 3,8 miljoen teu. Maersk vergroot hiermee de afstand met Mediterranean Shipping Company (MSC), de nummer twee van de wereld.

## Bekende schepen
- Cap Arcona
- Cap San Diego (museumschip in Hamburg)